# William Neale
Pour les articles homonymes, voir Neale.
William Henry Neale (Batavia, 11 août 1857 -Londres, 15 juin 1939) est un médecin et explorateur britannique.

## Biographie
Fils d'un médecin de Batavia, Richard Neale, auteur du Medical digest, il fait ses études au University College Hospital et devient lui-même médecin en 1879.
Chirurgien sur l'Eira de l'expédition de Benjamin Leigh Smith dès 1880, au Svalbard et dans l'archipel François-Joseph, il l’accompagne, toujours sur le même navire, en 1881-1882 dans l'Arctique et avec Allen Young jusqu'en Nouvelle-Zemble.
À son retour en 1883, il devient membre de la Royal Society et s'installe comme médecin à Londres.

## Hommage
L'île Levanevski porta d'abord son nom, qui lui avait été attribué par Frederick G. Jackson en 1895 et qu'elle porte encore parfois sur certaines cartes.